# Vlaamse Pijl 2012
La Vlaamse Pijl 2012, quarantacinquesima edizione della corsa, valida come evento del circuito UCI Europe Tour 2012, fu disputata il 3 marzo 2012 su un percorso di 157 km. Fu vinta dal belga Frédéric Amorison, che arrivò al traguardo in 3h 41' 40" alla media di 42,496 km/h.
Furono 93 i ciclisti che portarono a termine la competizione.

## Percorso
Il percorso è di 157 km. Tra le diverse ascese della corsa Kruisberg, Côte du Trieu e Tiegemberg. Partenza e arrivo sono fissate nella città di Harelbeke.

## Riassunto
A 70 km dal traguardo si forma un gruppo di fuggitivi comprendente, tra gli altri, Frédéric Amorison - detentore della corsa -, Steven Caethoven, Boris Dron e Tim De Troyer. A 15 km dall'arrivo scatta Amorison, seguito da Dron. I due guadagnano quasi un minuto prima di essere raggiunti dal duo Caethoven-De Troyer. Il quartetto riesce a resistere al ritorno del gruppo tirato dalla Leopard-Trek Continental Team e a 2 km dalla conclusione Amorison attacca nuovamente, lasciando dietro i suoi compagni e andando a bissare il successo dell'anno scorso. Dietro Caethoven, Dron e De Troyer.

## Ordine d'arrivo (Top 10
| Pos. | Corridore         | Squadra         | Tempo    |
| ---- | ----------------- | --------------- | -------- |
| 1    | Frédéric Amorison | Landbouwkrediet | 3h41'40" |
| 2    | Steven Caethoven  | Accent Jobs     | a 3"     |
| 3    | Boris Dron        | Wallonie Brux.  | s.t.     |
| 4    | Tim De Troyer     | Ovyta-Eijssen   | s.t.     |
| 5    | Antoine Demoitié  | Idemasport      | s.t.     |
| 6    | Robin Stenuit     | Wallonie Brux.  | s.t.     |
| 7    | Robin Chaigneau   | Koga            | s.t.     |
| 8    | Sean De Bie       | Ovyta-Eijssen   | s.t.     |
| 9    | Eugenio Alafaci   | Leopard         | s.t.     |
| 10   | Kevin Claeys      | Landbouwkrediet | s.t.     |